# Fru Ellen Aggerholm
Fru Ellen Aggerholm er en dansk dokumentarisk stumfilm fra 1907, der er instrueret af Peter Elfelt.

## Handling
Optagelser af skuespillerinden Ellen Aggerholm (1882-1963).